# 莫埃纳
莫埃纳（義大利語：Moena），是意大利特伦托自治省的一个市镇。总面积82平方公里，人口2690人，人口密度32.8人/平方公里（2009年）。ISTAT代码为022118。